# OJ Thompson
OJ Thompson (...) è un giocatore di football americano britannico che milita nel ruolo di defensive end nei New Yorker Lions.